# Нижнє Больше
Нижнє Больше (рос. Нижнее Большое) — село у Воловському районі Липецької області Російської Федерації.
Населення становить 780  осіб. Належить до муніципального утворення Большовська сільрада.

## Історія
У 1963-1965 роках у складі Тербунського району. Від 11 січня 1965 року — відновленого Воловського району.
Згідно із законом від 2 липня 2004 року №114-оз органом місцевого самоврядування є Большовська сільрада.

## Населення
| 2010 | 2012 |
| ---- | ---- |
| 777  | ↗780 |